# 小さな逃亡者
『小さな逃亡者』（ちいさなとうぼうしゃ、原題：Little Fugitive）は、1953年にアメリカ合衆国で公開されたモノクロ映画。ウクライナ系移民の子であるレイ・アシュレー、本名レイモンド・アブラシュキン（1911-1960）が、低予算で、無名の素人を使い、ドキュメント風の撮影法を駆使して、少年の自然な姿を映し出し、後のフランスのヌーヴェル・ヴァーグに大きな影響を与えた。

## あらすじ
7歳のジョイは母親と兄との3人暮らし、ある日母親は祖母の看病に一晩泊まりがけで出かけ、二人は留守番させられる。空気銃で遊んでいたとき兄は服にケチャップをつけ、ジョイに撃たれて死んだマネをする。ほんとうに殺してしまったと思い込んだジョイは母親が置いていった金を全部懐に入れて、街の中を彷徨する。コニーアイランドに着いたジョイは、菓子を買い、乗り物に乗って、有り金を使い果たす。ある少年に海岸に捨てられている空き瓶を拾い集めて小金に交換することを教えてもらい、その金を使って気に入った子馬に乗り、金がなくなっては瓶を集めて子馬に乗ることを繰り返す。翌朝、不審に思った子馬の飼い主が家に連絡を取り、兄が連れ戻しにやって来る。大雨になり人ごみのなくなったなか、ぽつんとひとりいる弟が見つかる。帰ってきた母親は、テレビを見て騒いでいるいつも通りの兄弟を見いだす。

## キャスト
- リッチー・アンドラスコ：ジョイ・ノートン
- ウィル・リー；写真屋

## 見どころ
- 俳優はすべて素人を使っている。リッチー少年もコニーアイランドで回転木馬に乗っているところをスカウトされたが、映画出演はほとんどこれ一度きりである。演出も自然さをかもし出すよう最小限に抑えられている。写真屋を演じたウィル・リーだけはプロの俳優で、彼は『セサミ・ストリート』で亡くなるまでフーパーさんを演じたことで知られている。
- チャールズ・ウッドラフは撮影のために35ミリのハンディー・カメラを独自に開発し通行人に知られないで撮影することにより臨場感を出すことに成功した。後の作品ではシンクロ録音できるようになったが、この作品はスタジオ録音である。
- 1953年のヴェネチア映画祭では金賞なしの銀賞を得た。同時に銀賞を得たのは、ジョン・ヒューストンの『赤い風車』、フェデリコ・フェリーニの『青春群像』、マルセル・カルネの『嘆きのテレーズ』、溝口健二の『雨月物語』、アレクサンドル・プトゥシコの『虹の世界のサトコ』であった。
- この作品はフランスのヌーヴェル・ヴァーグに深い影響を与えた。フランソワ・トリュフォーは「もしアメリカの若きモリス・エンゲルが彼の珠玉の『小さな逃亡者』でわれわれに独立製作の道を示してくれなかったならば、フランスのヌーヴェル・ヴァーグは決して生まれはしなかったろう。」といっている。ジャン＝リュック・ゴダールも『勝手にしやがれ』でエンゲルの撮影テクニックから多くを学んでいる。
- 同じくヌーヴェル・ヴァーグの旗手であるアニエス・ヴァルダの『5時から7時までのクレオ』とは、死からの逃走、街中の彷徨、公園での癒しとの邂逅、日常への回帰といったテーマを有している点で、多くの共通点を示している。